# Hochschulnetz
Ein Hochschulnetz (an Universitäten auch Universitätsnetz genannt) ist das Netz der Rechner einer Hochschule. Es ist zumeist an das Wissenschaftsnetz des DFN-Vereins angeschlossen und damit Teil des weltweiten Internets. Es kann von allen Hochschulangehörigen genutzt werden, oft auch von zu Hause aus.
Das Netz bietet somit einen Zugang zur vielfältigen Informationsverarbeitung und ermöglicht eine umfassende Kommunikation. Es ist damit ein unverzichtbares Instrument für Forschung, Lehre und Studium sowie alle administrativen Vorgänge einer Hochschule.

## Geschichte
Schon in den 1960er Jahren wurden als Vorläufer der Hochschulnetze Terminalnetze (Terminals für den Dialogbetrieb auf Großrechnern) sowie Datenstationen (Lochkarteneingabe und Druckerausgabe für den Stapelbetrieb auf Großrechnern) betrieben, über die der Zugang aus der Ferne möglich war. Erste Rechner-Rechner-Verbindungen, z. B. über das ALWR-Protokoll, entstanden um 1975 vor allem in Niedersachsen zwischen den und teilweise innerhalb der Universitäten; darüber konnten Jobs zur Verarbeitung an entfernte Rechner gesendet, die Resultate zurück geliefert und Dateien transferiert werden.
Die Datenübertragung erfolgte anfangs über Telefonleitungen (z. B. der Deutschen Bundespost, inkl. Datex-P und Datex-L). Mittlerweile basieren Rechnernetze auf eigenen Glasfaser- oder Kupferleitungen, über die auch Telefondienste abgewickelt werden können.

### Vom lokalen Netz bis zum Backbone
Pläne zur Vernetzung der Hochschulen waren Ende der 1970er Jahre bekannt geworden. Um 1984 wurden in ersten Universitäten einige Glasfaser- und Koaxialkabel verlegt und mit dem Aufbau der Netze begonnen. Die Deutsche Forschungsgemeinschaft (DFG) hat diese Bemühungen 1987 mit einem Netzmemorandum unterstützt. Auf- und Ausbau der Netze wurden bis Ende 2006 als Baumaßnahmen im Rahmen des Hochschulbauförderungsgesetzes (HBFG) finanziert, die DFG begutachtete die Anträge ab 2001.
Die Auswahl der richtigen Produkte war anfangs schwierig, denn die Vielfalt der Lieferanten von Netzwerk-Hardware und -Software war mit nahezu 100 Herstellern unübersichtlich, Standards existierten noch nicht. Topologie, Übertragungsgeschwindigkeit, Verkabelungsmaterial, Anschlusskosten und Funktionsumfang waren zu bewerten und zu erproben: Basisband, Breitband, Ethernet, Token Ring und Token Bus sowie die zugehörigen Protokolle und Netzwerkkarten für Rechner waren zu berücksichtigen. Ethernet und TCP/IP-Protokolle setzen sich schließlich durch und sorgten für eine einheitliche Entwicklung.
Ein erstes kleines lokales Netz auf der Basis von Ethernet bestand aus einem Koaxialkabelsegment, an dem in gewissen Abständen Rechner anzuschließen waren, wenn sie über eine entsprechende Netzwerkkarte verfügten. Mit Bridges wurden derartige Segmente gekoppelt; Repeater wurden eingesetzt, wenn die Kabelsegmente zu lang wurden und die Signale verstärkt werden mussten. Der nächste Schritt bestand in der Kopplung der Kabelsegmente innerhalb von Gebäuden mit Hilfe von Sternkopplern und der Verbindung dieser Sternkoppler über Glasfaserkabel zwischen den Gebäuden. Zu den Koaxialkabeln kamen Twisted-Pair-Kabel (Kabel mit verdrillten Adernpaaren aus Kupfer) hinzu, die sich in der Gebäudeverkabelung schließlich durchsetzten.
Bei der Verbindung der lokalen Netze zwischen den Gebäuden im sogenannten Backbone kam zunächst auch nur Ethernet mit der Übertragungsrate von 10 MBit/s (danach Fast-Ethernet mit 100 MBit/s) auf den Glasfaserstrecken zum Einsatz. Später konnte man FDDI (Anfang der 1990er Jahre) und ATM (Ende der 1990er Jahre) im Backbone einsetzen, bevor diese schließlich durch Gigabit-Ethernet (um 2001) ersetzt wurden.
Um 1990 hatten schließlich alle Universitäten mit dem Aufbau der Hochschulnetze begonnen. Der Vollausbau in und zwischen den Gebäuden ist in vielen Universitäten seit einigen wenigen Jahren nahezu erreicht. Schrittmacher waren die Universitätsrechenzentren; Betrieb und Modernisierung der Netze bleiben ihre großen Daueraufgaben. Die Technologie-Sprünge bei den Netzwerkkomponenten sind nach wie vor hektisch: Teilweise werden Produkte bereits nach 2 Jahren durch bessere ersetzt, alle 7 Jahre sehen wir eine Verzehnfachung der Übertragungsgeschwindigkeit, manchmal sogar noch schneller; es müssen also, weil man diesem Tempo aus Kostengründen nicht folgen kann, viele Technologien gleichzeitig betrieben werden.
Seit knapp 10 Jahren wachsen Telefon- und Rechnernetze zusammen, da die grundlegenden Technologien konvergieren, Voice-over-IP ist ein Stichwort für das Telefonieren in Rechnernetzen.

### Regionale Netze
Die Einwahl in Hochschulnetze vom häuslichen Arbeitsplatz aus wurde vor vielen Jahren über Modem- und ISDN-Technologie der Telefonnetze im großen Stil ermöglicht. Manchmal wurden einige 100 Einwahlpunkte bereitgestellt, die Telefongebühren konnten nach Verträgen der Rechenzentren mit Telefonanbietern günstig gestaltet werden. Diese Einwahlmöglichkeiten sind inzwischen bedeutungslos geworden.
Um 1998/99 wurde der Zugang von zu Hause durch DSL-Verbindungen ergänzt. Hierüber erreicht man Anschlussgeschwindigkeiten von einigen MBit/s. Viele Wohnheime der Studierenden sind, wenn sie nicht direkt ins Glasfasernetz der Hochschule eingebunden sind, ebenfalls über DSL integriert.
In den lokalen Netzen gibt es Zugangspunkte für Funknetze (WLAN), die um 1990 eingeführt wurden, allerdings in großen Universitäten noch nicht flächendeckend sind. Sie können in Gebäuden und teilweise auch außerhalb genutzt werden. Einzelne Zugangspunkte wurden sogar speziell in Außenbereichen, in denen sich Studierende häufiger aufhalten, eingerichtet.

### Überregionale Netze
In Universitäten und auch im Bundesministerium für Forschung und Technologie (BMFT) reiften 1979 Pläne zur Förderung der Kommunikationstechnik; 1982 wurden erste Ideen für ein Deutsches Forschungsnetz (DFN) vorgestellt.
Etwa zeitgleich wurde das IBM-Angebot für ein European Academic and Research Network (EARN) mit Verbindungen zum BITNET in den USA bekannt, das die Basisdienste File Transfer, Remote Job Entry und E-Mail umfasste; Dialogbetrieb von einem Terminal am lokalen Rechner über EARN auf einem entfernten Rechner war nicht möglich. EARN startete 1984, war einfach zu handhaben und sorgte für weltweite Kommunikation.
Der DFN-Verein unterstützte anfangs seine Mitglieder in der Nutzung des Datex-P der Deutschen Bundespost und favorisierte infolge seiner staatlichen Förderung Netzwerktechnik und -produkte auf Basis internationaler Standards der ISO, des sogenannten OSI-Referenzmodells; X.29-Dialog, X.400-Mail, X.500-Verzeichnisdienst und FTAM-Filetransfer hießen die wesentlichen Anwendungen.
Infolgedessen gab es im Jahre 1989 in fast jeder Universität mehrere uneinheitliche Rechneradressen; heterogene Netze und beschränkte Eigenschaften der Anschlüsse kennzeichneten die Situation. Anfangs betrugen diese Anschlussgeschwindigkeiten 300 bis 2400 Bit/s, 9600 Bit/s waren die Ausnahme. Und mit der Nutzung von E-Mails war man 1991 weder hinreichend vertraut, noch war die Erreichbarkeit selbst der Mitarbeiter der Rechenzentren durchgängig.

### Internet
Das Internet und sein Vorläufer ARPANET wurden an US-Universitäten entwickelt; letzteres war ein Forschungsprojekt der ARPA im Auftrag des US-Verteidigungsministeriums. Technische und organisatorische Aspekte dazu wurden in Form von Requests for Comments (RFC)veröffentlicht, so dass sich alle Nutzer an der Entwicklung beteiligen konnten. Der Start des ARPANET erfolgte Ende 1969 zwischen vier Universitäten in Kalifornien und Utah. Ende 1974 wurde mit RFC 675 das Internet Transmission Control Program spezifiziert, wobei erstmals der Begriff Internet auftauchte. Nach Implementierung mehrerer Versionen ist dieses Programm 1981 in die Protokolle TCP und IP (RFC 793, RFC 791) aufgeteilt worden, die Basis der TCP/IP-Protokollfamilie, die dem Internet bis heute zugrunde liegt. Bis Ende 1982 wurde das gesamte ARPANET (ca. 230 Hosts) auf TCP/IP umgestellt.
Für die Verbreitung von TCP/IP sorgte ab 1983 insbesondere die Verknüpfung mit Unix. Hintergrund war, dass die Berkeley Unixdistribution im Auftrag der ARPA um Netzwerkfähigkeit auf Basis von TCP/IP erweitert worden war (zur Unix-Version BSD 4.2). Darüber hinaus kamen weitere TCP/IP-Rechnernetze ins Spiel, finanziert durch die National Science Foundation (NSF): Ab 1981 das Computer Science Network (CSNET), ein Rechnernetz für Computer Science (d. h. die Informatik) und ab 1985 das NSFNET, ein USA-weites Backbone, an das regionale akademische Netze angeschlossen werden konnten. TCP/IP hatte sich zum De-facto-Standard entwickelt, die wichtigsten anfänglichen Dienste waren Telnet, SMTP-Mail und FTP-Filetransfer.
In Deutschland hat der DFN-Verein ab 1990 (basierend auf der X.25-Infrastruktur der Deutschen Bundespost) ein Rechnernetz ausschließlich für die Wissenschaft aufgebaut, das Wissenschaftsnetz (WiN); das BMFT sorgte für eine Anschubfinanzierung. Das X.25-WiN unterstützte zunächst die OSI-Protokollfamilie, später aber auch die TCP/IP-Protokollfamilie. Der Anschluss eines Hochschulnetzes an das Wissenschaftsnetz lieferte somit seine Integration in das Internet. Dieses hatte sich im Oktober 1990 auf immerhin 313.000 Hosts gemausert. Die Anschlussgeschwindigkeiten am Wissenschaftsnetz, das später zum B-WiN, G-WiN und heute
X-WiN weiter entwickelt wurde, konnten wegen der immensen Kosten zunächst nur langsam gesteigert werden. Für Anschlüsse von 34 MBit/s waren z. B. 1996 pro Jahr 500.000 DM zu zahlen. Und die Verbindungen in die USA waren viele Jahre lang unzureichend.
Ausgehend von den Universitäten hat das Internet schließlich seinen Siegeszug in Wirtschaft, Industrie, Behörden und den privaten Bereich angetreten. Und die Deutsche Bundespost, als Vorläufer der Deutschen Telekom, hat die Grundlagen des Internetdiensteanbietens gelernt.

## Organisation und Regelungen
Die Zuständigkeit für das gesamte Hochschulnetz liegt i. d. R. beim Rechenzentrum; dabei geht es um Betrieb, Ausbau und Management der
- Verkabelung, z. B. Twisted-Pair-Kabel in Gebäuden inkl. Etagen- und Hausverteiler, Anschlusspunkte für Rechner in Räumen sowie das Glasfasernetz zwischen den Gebäuden,
- Netzwerkkomponenten, die für den Datentransport über die Verkabelung sorgen, wie z. B. Switches und Router (inkl. Vorhaltung von Ersatzgeräten und Ersatzteilen),
- Netzstruktur, z. B. lokale Netze (LANs), virtuelle und drahtlose lokale Netze (VLANs/WLANs) sowie Backbone oder Kernnetz zu ihrer Verbindung,
- Netzintegration in das Internet.

Die Rechenzentren haben dafür eine entsprechende Abteilung eingerichtet, in die mittlerweile die Mitarbeiter der bisherigen Telefonabteilung zwecks Konvergenz der Telefon- und Datendienste bereits an vielen Orten integriert sind.
Für die Nutzung dieses Kommunikationssystems haben viele Hochschulleitungen Regelungen erlassen, die u. a. die Zuständigkeiten, den Betrieb, die Sicherheitsmaßnahmen und den Zugang regeln. Einige Rechenzentren haben mit ihren Nutzern bereits Leistungsvereinbarungen zum Netzbetrieb abgeschlossen. Darin wird z. B. verbindlich festgelegt, dass im Fehlerfall innerhalb einer Stunde sogar der Austausch eines komplexen Switch erledigt wird.

## Netztechnik

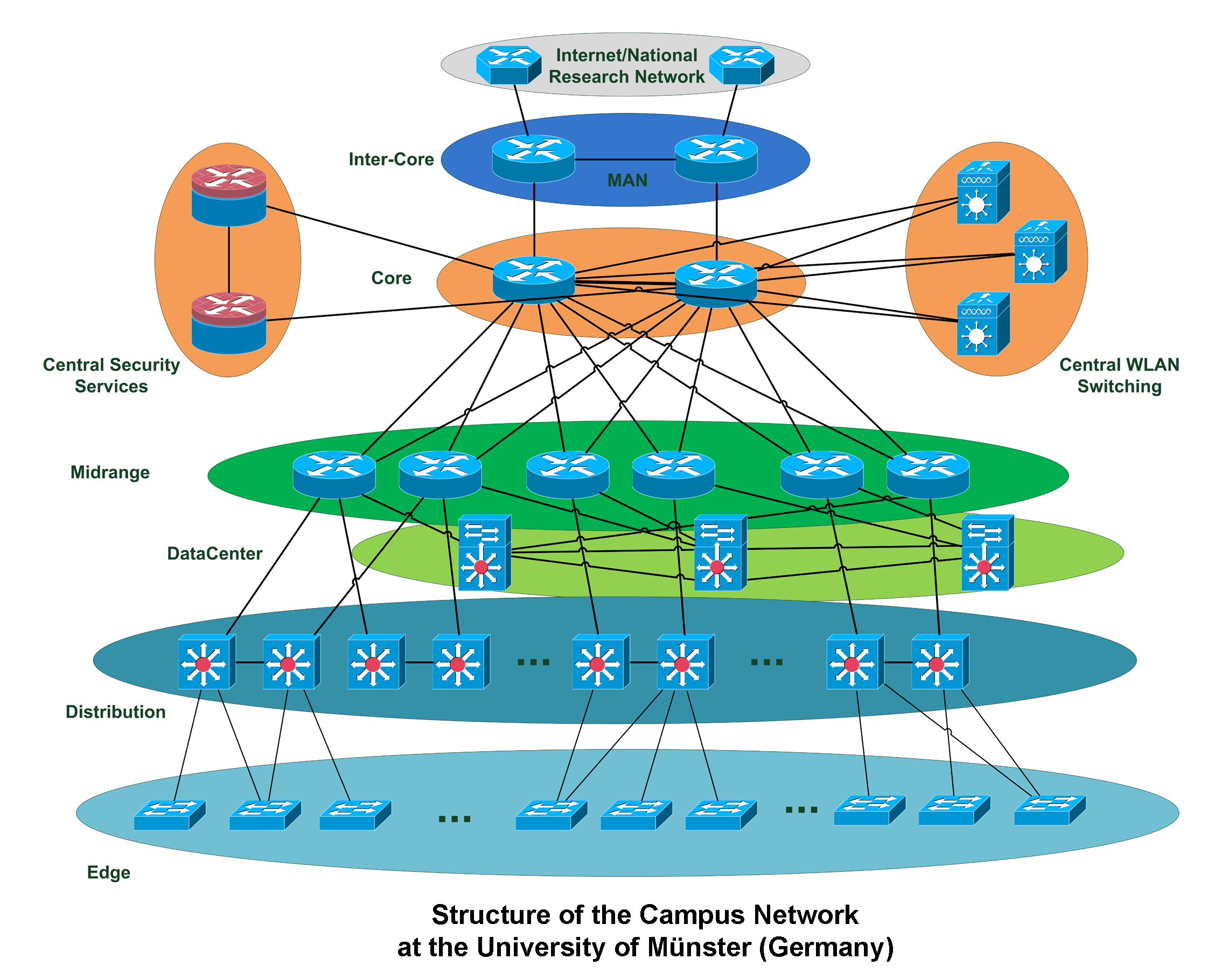
Beispiel für die Struktur eines Hochschulnetzes

Netztechnik ist in Verteilerschränken spezieller Verteilerräume untergebracht. In diesen Verteilerschränken enden nicht nur die Glasfaser- und Twisted-Pair-Kabel, vor allem sind dort die aktiven Netzwerkkomponenten, z. B. Switches unterschiedlicher Leistung, installiert. Zur sicheren Stromversorgung sind besonders wichtige Verteilerräume mit einer unterbrechungsfreien Stromversorgung und einer Klimatisierung ausgestattet. Die Verteilerräume sind nur für die zuständigen Mitarbeiter des Rechenzentrums zugänglich, um unkontrollierte Änderungen und Manipulationen auszuschließen.
Da das Wissenschaftsnetz (X-WIN/C-WIN) des DFN-Vereins das Hochschulnetz einer Universität inzwischen i. a. über zwei Wege erreicht, werden diese beiden Anschlüsse zur wechselseitigen Sicherung bei Übertragungsstörungen genutzt. Die entsprechenden Verteilerschränke befinden sich üblicherweise an unterschiedlichen Orten der Universität und sind untereinander über Glasfaser verbunden. Den Anschlusspunkten außerhalb stehen besonders leistungsfähige Switches zum Anschluss von Netzen verschiedener Einrichtungen gegenüber, z. B. des Netzes der Universität, einer Fachhochschule, von Studierendenwohnheimen oder Forschungseinrichtungen, soweit diese am Ort vorhanden sind und entsprechend kooperieren (Inter-Core, WNM Zugangsnetz, s. Skizze).
Als Beispiel für die Struktur eines Netzes sei ein hierarchisches
Universitätsnetz skizziert:
- Als oberste Core-Ebene dienen einige wenige Core-Switches, über welche die Glasfaserkabel und darüber die Informationsflüsse in wichtige Standort-Bereiche (der Naturwissenschaften, Geisteswissenschaften, …) verteilt werden. An diese Core-Switches schließt man gern Switches für die WLANs und für die verschiedenen Sicherungsmaßnahmen (Security) an.
- In den Standortbereichen, also der Midrange-Versorgungsebene, sind Switches mittlerer Leistung im Einsatz. Diese werden auch zum Anschluss des Data-Centers genutzt, in dem Speicher- und Rechenkapazitäten sowie andere wichtige Server der Universität konzentriert werden.
- Von hier führen wiederum Glasfaserkabel weiter zu einzelnen Gebäuden oder kleinen Gebäudegruppen der Distributionsebene mit weiteren Switches. Hier endet das Backbone.
- An die Backbone-Ebene schließt sich der Bereich der sehr großen Anzahl von Edge-Switches an, die im Gebäude oder von der Etage aus über Twisted-Pair-Kabel die netzfähigen Endgeräte erreichen. Das können, abhängig von der Größe der Universität, einige 10.000 Endgeräte sein.

Die Anzahl der Switches nimmt von oben nach unten jeweils zu, ihre Übertragungskapazität nimmt ab. Der Standort selbst der Backbone-Switches ist nur noch von geringer Bedeutung, denn diese Geräte können virtuell eingesetzt werden, also aus der Ferne flexibel konfiguriert und überwacht werden. In Gebäuden werden im Gegensatz zu allen Außenbereichen in der Regel keine Glasfaserkabel eingesetzt, weil dies zu teuer wäre.
Die Übertragungsgeschwindigkeiten im Hochschulnetz reichen von 10 MBit/s für Arbeitsplatzcomputer bis zu 10 oder 40 GBit/s und mehr auf den verschiedenen Ebenen des Backbone sowie für wichtige Server. Die Anschlusskapazität am Wissenschaftsnetz kann unterschiedlich beauftragt werden, sie kann bis zu 10 GBit/s erreichen. Die Kapazität lässt sich bei erträglichen Kosten dem Bedarf der Hochschule anpassen, der Betrieb ist stabil und zuverlässig. X-WiN zählt heute zu den leistungsfähigsten Netzen in der Welt.
Das zurzeit verwendete IP-Protokoll ist IPv4. Es steht sowohl lokal als auch im Internet vor der Ablösung durch IPv6, damit die weltweiten Netze weiter wachsen können.

## Management und Sicherheit
Da von den Netzen höchste Verfügbarkeit, andauernde Leistungsfähigkeit und weitreichende Sicherheit erwartet werden, sind zahlreiche Management-Instrumente für Betrieb, Überwachung, Störungserkennung und -behebung im Einsatz. Während frühere Netzwerkkomponenten, wie z. B. Sternkoppler und Bridges, mit wenigen Management-Funktionen ausgestattet waren, hat sich das bei modernen Switches grundlegend geändert. Der Redundanz wichtiger Netzwerkkomponenten sowie dem Konfigurations- und Änderungsdienst kommt eine besondere Bedeutung für die Stabilität des Netzes zu.
Große Netze lassen sich nur noch betreiben, wenn eine leistungsfähige Datenbank für alle Details der Netzwerkkomponenten, Anschlusspunkte, Verkabelung, der Endsysteme mit ihren Namen und Adressen, der Verantwortlichkeiten usw. vorhanden ist; denn auf diese umfangreichen Daten muss insbesondere bei der Fehlerbehebung schnell und von allen Orten aus zugegriffen werden können. In Hochschulen mit einigen 100 Gebäuden sind darüber hinaus natürlich exakte Grundrisspläne, in denen die Kupfer- und Glasfaserkabel dokumentiert sind, digital bereitzuhalten.
Zur Sicherheit des Netzes gegen Attacken sollen viele Ansätze gleichzeitig beitragen: Firewalls, Intrusion-Detection- und Intrusion-Prevention-Systeme, das Stateless-Packet-Screening sowie die VPN-Technologie sind einige davon. Sie werden zwecks größerer Flexibilität möglichst virtuell betrieben, können also an frei wählbaren Stellen zur Wirkung kommen, ohne dort direkt vorhanden zu sein.
Ohne Zugangskontrollen zur Authentifizierung der Benutzer wird ein Zugang zum Netz nicht erlaubt. Daten können während der Übertragung verschlüsselt werden. Da nicht jeder einzelne Netzanschluss jeweils nach individuell festgelegten Kriterien gesichert werden kann, strukturiert man Netze, z. B. eines Instituts, in Zonen gleichartiger Anforderungen und einheitlicher Sicherungen; auf diese Weise können z. B. Zonen für Server, Administratoren, Personal mit bzw. ohne Zugang zu personenbezogenen Daten und für Studierende unterschieden werden.

## Netzdienste und -anwendungen
Web und E-Mail gehören zu den besonders frequentierten Diensten im Netz. E-Learning, Videokonferenzen, Video-Streaming, audiovisuelle Techniken und andere haben eine stark wachsende Tendenz. Die Dienste werden mit Hilfe von Servern am Netz bereitgestellt, vom Rechenzentrum oder aber Fakultäten/Fachbereichen bzw. einzelnen Instituten. Ein zentrales Identitätsmanagement ermöglicht die Verwaltung von Rollen und Rechten aller Hochschulangehörigen auf diesen Servern.
Auf Webserver der Welt wird aus einer großen Universität monatlich über 10 Millionen Mal zugegriffen, und dabei werden viele tausend GBytes abgerufen. Über eine Million E-Mails pro Tag erreichen die Universität, wobei allerdings 95 % Spam-Mails sind, die zum Glück automatisch gelöscht werden. Der Zugang zu einem breiten Spektrum von (virtuellen) Servern für unterschiedlichste Anwendungen, insbesondere zu Hoch- und Höchstleistungsrechnern, zu Speicherkapazitäten inkl. Archiv- und Backupsystem sowie Print-Dienste erfordern leistungsfähige Netze.
Studierende und Wissenschaftler können vielerorts als Gast in einer fremden Hochschule über ihren eigenen Laptop direkten und sicheren Netz-Zugang erhalten (Roaming). Recht- und Datenschutzfragen treten infolge der Vernetzung auch über die Hochschulgrenzen hinaus immer mehr in den Vordergrund, Hilfen dazu werden vom DFN-Verein angeboten.